# Chemikalienverordnung (Schweiz)
Die Chemikalienverordnung (ChemV) ist eine Verordnung aus dem schweizerischen Chemikalienrecht, die sich auf das Chemikaliengesetz (ChemG) stützt. Die Erstfassung stammt aus dem Jahr 2005.
Darin ist auf Verordnungsstufe geregelt, wie Gefahren und Risiken von Stoffen und Zubereitungen ermittelt und beurteilt werden sollen. Ferner werden die Voraussetzungen für das Inverkehrbringen, der Umgang sowie die Bearbeitung von Daten durch die Vollzugsbehörden definiert.
SVHC in der europäischen Kandidatenliste, die einer Zulassungspflicht unterstellt werden können, sind die in Anhang 7 der ChemV gelistet.
Die ChemV gilt auch in Liechtenstein.